# Amtsbezirk Oxbüll
Der Amtsbezirk Oxbüll war ein Amtsbezirk im Kreis Sonderburg in der Provinz Schleswig-Holstein.
Der Amtsbezirk wurde 1889 gebildet und umfasste die drei Gemeinden Broballig, Meels und Oxbüll.
1920 wurde der Amtsbezirk aufgelöst und die Gemeinden aufgrund der Volksabstimmung in Schleswig an Dänemark abgetreten.